# Maniquí pitnegre
El maniquí pitnegre (Lonchura teerinki) és un ocell de la família dels estríldids (Estrildidae).

## Hàbitat i distribució
Habita praderies de les muntanyes de l'oest de Nova Guinea.